# Liste des chevaliers de l'ordre autrichien de la Toison d'or

Le collier de l’ordre de la Toison d’or

L'ordre de la Toison d'or est un ordre de chevalerie séculier fondé en janvier 1430 par Philippe le Bon à Bruges lors des festivités données à l'occasion de son mariage avec sa troisième épouse, Isabelle de Portugal (1397-1471), fille de Jean Ier de Portugal.
L'ordre autrichien de la Toison d'or prend la suite de l'ordre habsbourgeois de la Toison d'or en 1712.

## Sous Charles VI, empereur du Saint-Empire

### Chevaliers nommés en 1712 par Charles VI
- 619. Renaud III d'Este (1655-17137), duc de Modène.
- 620. Vincent Ier de Guastalla (1634-1714), duc de Guastalla.
- 621. Emmanuel-Thomas (1687-1729), prince de Savoie-Carignan, comte de Soissons.
- 622. Václav Norbert Oktavian (1642-1719), comte Kinský, frère de František Oldřich Ier (no 556).
- 623. Karl Maximilian[1] (1643-1716), comte de la Tour et Valsassina.
- 624. Philipp Ludwig (1671-1742), comte de Sinzendorf, père de Philipp Ludwig Wenzel von Sinzendorf (1699–1747).
- 625. Gundaker Starhemberg (de) (1663-1745), comte de Starhemberg, demi-frère de Heinrich Ernst Rüdiger (no 529).
- 626. Karl Joseph (1654-1725), comte de Paar.
- 627. ??
- 628. ??
- 629. Fernando IV de Meneses Silva y Masibradi[2] (1663-1749), 3e marquis de Alconchel, 13e comte de Cifuentes.
- 630. Adam-François (1680-1732), 3e prince de Schwarzenberg, fils du prince Ferdinand Wilhelm Eusebius (no 558).
- 631. Miklós IV (1657-1732), comte Pálffy, palatin de Hongrie, petit-neveu de Pál (no 426).
- 632. Norbert Leopold (1655-1716), comte Kolowrat-Libštejnský, fils de František Karel I. (no 555).
- 633. Pedro Vicente Álvarez de Toledo-Portugal[3] (1687-1728), marquis de Jarandilla, 10e comte d'Oropesa.
- 634. Wirich Philipp Lorenz (1668-1741), comte de Daun (de), prince de Teano, gouverneur des Pays-Bas.
- 635. Giuseppe San Severino[4] (1676-1727), 9e prince de Bisignano.
- 636. Francisco de Blanes (?-?), comte de Centelles.
- 637. Johann Baptist (1656-1729), comte de Colloredo (de).
- 638. Livio Odescalchi[5] (1652-1713), prince Odescalchi, duc de Bracciano, prince du Saint-Empire, neveu du pape Innocent XI.
- 639. Paolo di Sangro[6],[7],[8] (1657-1726), 6e prince de San Severo, 6e duc de Torremaggiore.

### Chevaliers nommés en 1715 par Charles VI
- 640. Charles Albert (1697-1745), prince électeur de Bavière (1726), puis empereur germanique (Charles VII, 1742).

### Chevaliers nommés en 1716 par Charles VI
- 641. Léopold Jean « d'Asturies » (1716-1716), archiduc d'Autriche, fils de l'empereur Charles VI.

### Chevaliers nommés en 1721 par Charles VI
- 642. Frédéric Auguste III (1696-1763), roi de Pologne et de Saxe.
- 643. José Manoel Francisco (1714-1777), infant de Portugal, puis roi de Portugal (Joseph Ier, 1750).
- 644. Maximilien-Guillaume de Hanovre (1666-1726), prince de Brunswick-Lunebourg, Feldmarschall.
- 645. Léopold-Clément de Lorraine (1707-1723), prince héréditaire (« archiduc ») de Lorraine, fils du duc Léopold Ier.
- 646. Joseph Charles de Palatinat-Soulzbach (1694-1729), comte palatin et prince héréditaire du Palatinat-Soulzbach.
- 647. Ferdinand-Marie-Innocent de Bavière (1699-1738), prince bavarois, Generalfeldmarschall, fils de l'électeur Maximilien II Emmanuel.
- 648. Léopold[9],[10] (1674-1744), duc de Schleswig-Holstein-Sonderburg-Wiesenburg, « héritier en Norvège », duc de Stormarn et des Dithmarses[11], fils de la princesse Charlotte de Liegnitz-Brieg-Wohlau (en).
- 649. Charles-Alexandre (1684-1737), prince de Wurtemberg, puis 11e duc de Wurtemberg (Charles Ier Alexandre, 1733).
- 650. José Folch de Cardona y Erill[12] (1651-1729), prince de la maison de Cardona.
- 651. Maximilian Quidobald « Bořita z Martinic » (1664-1733), comte de Martinitz (en tchèque : Martinicové (cs)), frère de Jiří Adam Ignác Bořita (no 596).
- 652. Léopold[13] (1655-1728), comte de Herberstein (de).
- 653. Philippe François de Mérode-Montfort (1669-1742), prince de Rubempré.
- 654. Fabrizio Colonna[14],[15],[16] (1700-1785), 8e prince de Paliano, fils de Filippo II Colonna (no 560).
- 655. Leopold Anton Joseph[17] (1663-1723), comte de Schlick, Feldmarschall autrichien et chancelier de Bohême.
- 656. Sigismond Frédéric von Khevenhüller (de) (1666-1742), comte de Khevenhüller (de)-Hohen-Osterwitz (voir Château d'Hochosterwitz), de la lignée d'Aichelberg.
- 657. Claude Lamoral II (1685-1766), 6e prince de Ligne, fils de Sohn von Henri Louis Ernest de Ligne (no 532).
- 658. Franz Ferdinand Maria[18] (1664-1741), « gefürsteter » landgrave de Fürstenberg, petit-fils de Wratislaus Ier de Fürstenberg (no 341).
- 659. Manuel José de Silva y Toledo[19] (?-?), 10e comte de Galves, fils de Gregorio de Silva y Mendoza (es), 9e duc del Infantado.
- 660. Giulio Visconti Borromeo (1664-1741), comte « della Pieve di Brebbia », vice-roi de Naples.
- 661. Joseph Ier Johann Adam (1690-1732), prince souverain de Liechtenstein.
- 662. John Joseph (?-1734), comte de Wrtby.
- 663. Francesco Marino Caracciolo[20],[21],[22] (1688-1727), 6e prince d'Avellino, fils de Marino Francesco Caracciolo (no 571)
- 664. Juan Antonio de Boixadors[23] (1673-1745), comte de Savalla.
- 665. Alfonso IV[24],[25] (1680-1742), prince de Cárdenas, 8e marquis de Laino, 8e comte d'Acerra.
- 666. Georges Thomas (?-?), comte de Starhemberg.

### Chevaliers nommés en 1723 par Charles VI
- 667. François Étienne (1708-1765), prince héréditaire de Lorraine, puis duc de Lorraine et de Bar (François III, 1729-1737), puis grand-duc de Toscane (1737-1765), empereur germanique (François Ier, 1745).

### Chevaliers nommés en 1729 par Charles VI
- 668. Charles-Alexandre de Lorraine (1712-1780), gouverneur général des Pays-Bas, grand maître de l'ordre Teutonique.

### Chevaliers nommés en 1731 par Charles VI
- 669. Théodore-Eustache de Palatinat-Soulzbach (1659-1733), comte palatin et duc de Palatinat-Soulzbach.
- 670. Louis Georges Simpert (1702-1761), margrave de Bade-Bade.
- 671. François Marie d'Este (1689-1780), 12e duc de Modène.
- 672. Eugène François (1714-1734), prince de Savoie-Carignan, 34e comte de Soissons, fils de Emmanuel-Thomas (no 621).
- 673. Philipp Hyazinth Josef[26],[27],[28],[29],[30] (1680-1737), 4e prince de Lobkowicz, duc de Sagan, fils du prince Ferdinand August (no 598).
- 674. Walther Franz Xaver Anton[31] (1664-1738), 4e prince de Dietrichstein, frère du prince Leopold Ignaz (no 603).
- 675. Joseph Ignaz[32] (1660-1735), comte de Paar (de).
- 676. Johann Caspar (de)[33] (1664-1742), comte de Cobenzl (de).
- 677. Luigi San Severino (1705-?), 10e prince de Bisignano.
- 678. František Ferdinand[34] (1678-1741), comte Kinský, haut conseiller du royaume de Bohême, fils de Václav Norbert Oktavian.
- 679. Anselme-François de Tour et Taxis (1681-1739), prince de la Tour et Taxis.
- 680. Adolf Bernart « Bořita z Martinic »[35] (1680-1735), comte de Martinitz (de) (en tchèque : Martinicové (cs)), fils de Jiří Adam Ignác Bořita (no 596).
- 681. Joseph de Norona (?-?), comte de Montesanto.
- 682. Diego Pignatelli Aragona Cortés[36],[37],[38] (1687-1750), 7e prince de Noia, 9e duc de Monteleone, fils de Nicola Pignatelli (no 520).
- 683. Johann Anton Gotthard (1675-1742), comte de Schaffgotsch (de), « Reichsgaf » (1708).
- 684. Joseph Lothar von Königsegg-Rothenfels (1673-1751), comte de Königsegg-Rothenfels (de).
- 685. Giulio Antonio Acquaviva d’Aragona[39] (1691-1746), comte de Conversano (it), 7e duc de Noci, 11e duc de Nardò.
- 686. François Honoré Bonanno del Bosco[40] (d. 1739), 1er prince di Cattolica.
- 687. Scipione Publicola (?-?), prince « di Santa Croce » (en français : « de Sainte-Croix »).
- 688. Ferdinand von Plettenberg (1690-1737), comte de Plettenberg (de).
- 689. Rudolf Franz Erwein (1677-1754), comte de Schönborn-Buchheim.
- 690. Antonio Tolomeo de Gallio « Trivulzio (de) » en français : « Trivulce »[41],[42],[43] (1692-1767), prince « di Misocchi e della Val Mesolcina »
- 691. Diego Antonio Álvarez de Toledo y Portugal (1668-1734), 9e comte d'Alcaudete.
- 692. Adriano Antonio Carafa[44],[45],[46] (1696-1765), 1er duc de Traetto (8 mars 1712).

### Chevaliers nommés en 1732 par Charles VI
- 693. Joseph Ier Adam (1722-1782), prince de Schwarzenberg.

### Chevaliers nommés en 1734 par Charles VI
- 694. Théodore Lubomirski (1697-1745), prince Lubomirski, Generalfeldmarschall autrichien.

### Chevaliers nommés en 1736 par Charles VI
- ??[réf. à confirmer]Joseph Antonio Pignatelli y Aymerich[47],[48] (1685-1771), 2e marquis de San Vicente (es) (1703), prince de Belmonte (1722), 1er prince Pignatelli et du Saint-Empire (9 septembre 1726).

### Chevaliers nommés en 1739 par Charles VI
- 695. Charles II Eugène (1728-1793), duc de Wurtemberg.
- 696. Ernest-Frédéric II (1707-1745), duc de Saxe-Hildburghausen.
- 697. Heinrich Josef von Auersperg (de) (1697-1783), 4e prince d'Auersperg, duc de Münsterberg.
- 698. (Joseph) Wenceslas Ier (1696-1722), prince souverain de Liechtenstein.
- 699. János Pálffy (1664-1751), comte Pálffy.
- 700. Johann Georg Christian (1686-1755), prince Lobkowicz, frère du prince Philipp Hyazinth (no 673).
- 701. Johann Franz Gottfried (1671-1755), comte de Dietrichstein.
- 702. Joseph de Fürstenberg-Stühlingen (1699-1762), prince de Fürstenberg de la lignée de Stühlinger.
- 703. Marc de Beauvau (1679-1754), prince de Craon.
- 704. Jean-Ernest[49] (1685-1747), comte de Schaffgotsch (de).
- 705. Leopold (Johann) Viktorin[50],[51] (1686-1746), comte de Windisch-Graetz, frère du comte Ernst Friedrich.
- 706. Johann (Joseph) Wilhelm[52] (1670-1750), 2e comte de Wurmbrand-Stuppach (de), baron de Steyersberg.
- 707. Juan Basilio de Castellví y Coloma[53] (1673-1754), 2e marquis de Villatorcaz, comte de Cervellón.
- 708. Gundacker Ludwig von Althan (de) (1670-1747), comte d'Althan (de).
- 709. Juan Descaller y Diesbach (1685-1766), marquis de Pesora.
- 710. Nicolas Léopold[54],[55],[56],[57] (1701-1770), « Wildgraf (de) » et « Rheingraf (de) », 1er prince de Salm-Salm, duc d'Hoogstraten.
- 711. Ferdinando[58],[59] (1689-1767), prince Pignatelli Strongoli.
- 712. Lucio di Sangro (1677-1767), comte de San Severo.
- 713. Ambrogio Caracciolo d'Avelino[60] (1699-1748), prince de Torchiarolo (voir Famille Caracciolo et Prince d'Avellino (de)).
- 714. Cristiano (1712-1744), comte de Stampa et de Montecastello.
- 715. Michael Johann[61] (1710-?), comte d'Althan (de).

## Sous FrançoisIerdu Saint-Empire
François Ier (1708-1765), empereur germanique, 9e chef et souverain de la maison de Habsbourg-Lorraine.

### Chevaliers nommés en 1741 par FrançoisIer
- 716. Joseph (1741-1790), archiduc d'Autriche, puis empereur germanique (Joseph II, 1765).

### Chevaliers nommés en 1744 par FrançoisIer
- 717. Paul II Anton (1711-1762), prince Esterházy de Galántha, petit-fils du prince Paul Ier (no 525).
- 718. Franz Anton[62] (1678-1759), 3e prince de Lamberg (de), landgrave de Leuchtenberg, fils du prince Franz Joseph Ier (no 574).
- 719. Comte Anton Corfiz Ulfeldt (de) (1699-1760).
- 720. Ludwig Andreas (1683-1744), comte de Khevenhüller (de).
- 721. Maximilian Ulrich von Kaunitz (de) (1679-1746), comte de Kaunitz (de), fils de Dominik Andreas Ier de Kaunitz (de) (no 574).
- 722. Frédéric (1696-1749), comte de Harrach-Rohrau (voir Schloss Rohrau (de)), fils de Aloys Thomas Raimund von Harrach (no 586).
- 723. Ferdinand Léopold (1695-1744), comte de Heberstein (de).
- 724. Otto Ferdinand (1677-1748), comte d'Abensperg-Traun.
- 725. Lajos Batthyány (1696-1765) (it), comte Batthyány.
- 726. Philipp Joseph Franz (1700-1749), comte Kinský, frère de František Ferdinand.
- 727. Rudolph Joseph Ier von Colloredo (de) (1706-1788), comte de Colloredo (de) « zu Waldsee », prince du Saint-Empire (1763).
- 728. Johann Joseph von Khevenhüller-Metsch (de) (1706-1776), comte de Khevenhüller (de), fils de Siegmund Friedrich (no 656).
- 729. Emanuel Silva-Tarouca (1699-1771), comte de Silva Tarouca.
- 730. Karl Ferdinand (1696-1759), comte de Königsegg-Erps.
- 731. Johann Wilhelm[63] (1697-1766), comte de Sinzendorf (de).
- 732. Eugène Hyacinthe[64] (1686-1755), comte de Lannoy et de la Moterie, Generalfeldzeugmeister impérial, gouverneur de Bruxelles, petit-fils de Claude de Lannoy (no 396).

### Chevaliers nommés en 1749 par FrançoisIer
- 733. Karl Maximilian Philipp[65] (1702-1784), 5e prince de Dietrichstein de Nikolsburg, comte de Proskau, fils du prince Walther Xaver (no 674).
- 734. Emmanuel de Liechtenstein (1700–1771), prince de Liechtenstein, frère du prince Josef Wenceslas Ier.
- 735. Alexandre-Ferdinand de Tour et Taxis (de) (1704-1773), prince de la Tour et Taxis.
- 736. Johann Wilhelm[66] (1700-1775), 2e prince de Trautson (de), comte de Falkenstein, fils du prince Johann Leopold Donat (no 601).
- 737. Charles (1696-1765), comte Batthyány, frère de Ludwig Ernst (no 725), prince Batthyány-Strattmann (1764).
- 738. Wenzel Anton (1711-1794), comte puis prince de Kaunitz (de)-Reitberg.
- 739. Maximilien Emmanuel (1695-1763), prince de Hornes.
- 740. Ferdinand Bonaventura II von Harrach (1708-1778), comte de Harrach.
- 741. György III (1674-1753), comte Erdődy.

### Chevaliers nommés en 1751 par FrançoisIer
- 742. Hercule III Renaud d'Este (1727-1803), 13e duc de Modène.

### Chevaliers nommés en 1753 par FrançoisIer
- 743. Wilhelm Reinhard (1684-1774), comte de Neipperg.
- 744. François Joseph de Choiseul (en) (1700-1770), marquis de Stainville, père de Étienne-François de Choiseul.
- 745. Gaspare Fernandez (1674-1753), comte de Cordon et Alagon.
- 746. Ferdinand-Gaston Joseph[67],[68],[69],[70] (1709-1767), duc de Croÿ, petit-fils de Ferdinand Gaston Lamoral de Croÿ, 8e comte du Rœulx (no 553).
- 747. Franz Ludwig[71] (1689(?)-1757(?)), comte de Salburg.
- 748. Leopold Joseph (1705-1766), comte de Daun (de), prince de Teano.
- 749. Gian Luca Pallavicini (1697-1773), comte Pallavicini.
- 750. Filippo Doria Sforza Visconti (1710-1786).
- 751. François (?-?), comte de Montecuccoli-Caprara.

### Chevaliers nommés en 1755 par FrançoisIer
- 752. Charles Joseph d'Autriche (1745–1761), archiduc d'Autriche, fils de l'impératrice Marie-Thérèse.
- 753. Pierre Léopold (1747-1792), archiduc d'Autriche, puis empereur germanique (Léopold II, 1790).

### Chevaliers nommés en 1757 par FrançoisIer
- 754. Charles Marie Raymond (1721-1778), 5e duc d'Arenberg.
- 755. Maximilien Ulysse (1705-1757), comte Browne.

### Chevaliers nommés en 1759 par FrançoisIer
- 756. Johann Karl Philipp (1712-1770), comte de Cobenzl (de).
- 757. Georges Adam (1724-1807), comte puis prince de Starhemberg.
- 758. Ernest Constantin (1716-1778), landgrave de Hesse-Rheinfels-Rotenbourg.
- 759. Frédéric-Michel de Deux-Ponts-Birkenfeld (1724-1767), comte palatin de Deux-Ponts-Birkenfeld, comte de « Rappolstein » (Ribeaupierre).
- 760. Agostino Chigi della Rovere (1710-1769), prince de Farnèse.
- 761. Friedrich Ferdinand Franz (1709-1760), comte de la Leyen et Hohengeroldseck (de).
- 762. Charles Emmanuel Joseph[72],[73],[74] (1696-1773), 1er prince de Gavre, marquis d'Ayseau.
- 763. Friedrich Wilhelm von Haugwitz (1702-1765), comte de Haugwitz.
- 764. Miklós VIII[75] (1710-1773), comte Pálffy d'Erdöd, petit-fils de Miklós IV (no 631).
- 765. Filip Nerius[76],[77] (1688-1773), comte Kolowrat-Krakovský, grand burgrave de Bohême.
- 766. Karl Borromäus Ignatius Joseph[78],[79] (1740- 1796), comte de Breuner (de)-Enkevoirth (1771).
- 767. Rudolph Chotek von Chotkow (de) (1706-1771), comte Chotek von Chotkow.
- 768. Anton Giorgio Clerici (it) (1715-1768), marquis de Cavenago (it).
- 769. Alessandro Ruspoli (it) (1709-1779), 2e prince de Cerveteri.

### Chevaliers nommés en 1762 par FrançoisIer
- 770. Auguste Georges (1706-1771), margrave de Bade-Bade.

### Chevaliers nommés en 1763 par FrançoisIer
- 771. Ferdinand Charles (1754-1806), archiduc d'Autriche, duc de Modène (1803-1806), fils de l'impératrice Marie-Thérèse.
- 772. Maximilien François-Xavier (1756-1801), archiduc d'Autriche, grand maître de l'ordre Teutonique (1780), archevêque de Cologne (1784).
- 773. Livio II[80] (1725-1805), 3e prince Odescalchi, duc de Bracciano.
- 774. Carlo Giuseppe di Firmian (1715-1782), comte de Firmian.
- 775. Antonio Barbiano di Belgioioso (it)[81] (1693-1779), comte puis prince du Saint-Empire (1769).
- 776. Franz Xaver Wolfgang von Orsini-Rosenberg (de) (1723-1796), comte Orsini-Rosenberg (de).
- 777. Charles (?-?), comte O'Gara[82].
- 778. Miklós (1711-1764), comte Esterházy de Galántha, petit-neveu du prince Paul Ier (no 525).
- 779. Philippe Joseph (1696-1770), comte de Künigl (de).
- 780. Ferdinand Charles (1689-1772), comte d'Aspremont-Lynden.
- 781. Adam Philipp Losy von Losinthal (de) (1705-1787), comte Losy von Losinthal (de).
- 782. Rodolphe (?-1769), comte de Korzensky de Tereschau (en tchèque : Terešov (Hlubočany) (cs)).
- 783. Franz Leopold de Longueval[83],[84],[85],[86] (1703-1768), comte de Bucquoy.
- 784. František Filip[87] (1708-1786), comte de Sternberg (de).

## Sous Joseph II, empereur du Saint-Empire
Joseph II (1741-1790), empereur germanique et archiduc souverain d'Autriche (1765-1790), 10e chef et souverain de la maison de Habsbourg-Lorraine.

### Chevaliers nommés en 1765 par Joseph II
- 785. Jean Charles Joseph (1719-1774) (en), comte de Mérode, marquis de Deynze, petit-neveu de Philippe François de Mérode-Montfort, prince de Rubempré (no 653), gendre de Léopold-Philippe, 4e duc d'Arenberg (no 612).
- 786. Giovanni Battista Serbelloni (it) (1697-1778), comte de Castiglione.
- 787. Nicolas Ier Joseph (1714-1790), prince Esterházy de Galantha, frère du prince Paul II Anton Esterházy (no 717).
- 788. Anton Joseph Franz (1728-1769), « Altgraf zu Salm-Reifferscheidt »).
- 789. Franz Wenzel (1696-1774), comte de Wallis (de), Feldmarschall.
- 790. Antonio Litta[88],[89] (1700-1770), 5e marquis de Gambolò.
- 791. Camille (1712-1797), comte de Colloredo (de).
- 792. Gábor (1729-1768), comte Bethlen.
- 793. Franz Norbert (1705-1786), comte de Trauttmansdorff (de).

### Chevaliers nommés en 1767 par Joseph II
- 794. Carl Friedrich Hatzfeldt zu Gleichen (de) (1718-1793), comte de Hatzfeld-Gleichen.
- 795. Johann Baptist Karl (1728-1808), comte puis (1784) 6e prince de Dietrichstein, fils du prince Karl Maximilian (no 733).
- 796. Karl Egon Ier (1729-1787), prince de Fürstenberg.

### Chevaliers nommés en 1768 par Joseph II
- 797. François Joseph (1768-1835), archiduc d'Autriche puis empereur (François II, 1792).

### Chevaliers nommés en 1770 par Joseph II
- 798. Florimond Claude (1727-1794), comte de Mercy-Argenteau.
- 799. François Maurice (1725-1801), comte de Lacy.

### Chevaliers nommés en 1771 par Joseph II
- 800. Ferdinand Joseph (1769-1824), archiduc d'Autriche puis grand-duc de Toscane (Ferdinand III, 1790-1801, 1814-1824).
- 801. Ferenc (1715-1785), comte Esterházy de Galántha, frère du comte Miklós (no 778).
- 802. François-Joseph Ier (1726-1781), prince souverain de Liechtenstein (1772).
- 803. Franz de Paula Ulric (1726-1792), 3e prince Kinský « von Wchinitz und Tettau ».
- 804. Charles Conrad d'Ursel (1717-1775), duc d'Ursel et d'Hoboken.

### Chevaliers nommés en 1772 par Joseph II
- 805. Charles Joseph (1730-1789), prince de Liechtenstein, frère du prince François-Joseph Ier.
- 806. Charles-Joseph (1735-1814), 7e prince de Ligne.
- 807. Franz Gundackar (1731-1807), comte de Colloredo (de).
- 808. Ernst Christoph von Kaunitz-Rietberg (1737-1797), comte de Kaunitz (de)-Rietberg.
- 809. Friedrich Ernst Maximilian[90] (1732-1773), « Wildgraf (de) » et « Rheingraf (de) », 2e prince de Salm-Salm, duc d'Hoogstraten, gouverneur du Luxemburg, fils du prince Nikolaus Leopold (no 710).
- 810. Ludwig Friedrich von Zinzendorf (de) (1721-1783), comte de Zinzendorf et Pottendorf.
- 811. Joseph (1725-1802), prince de Lobkowicz, duc de Sagan.

### Chevaliers nommés en 1775 par Joseph II
- 812. Bartolomeo Corsini[91],[92] (1729-1792), 3e prince de Sismano (it), duc de Casigliano (it), marquis de Lajatico et d'Orciano (it).
- 813. Charles-Anselme de Tour et Taxis (de) (1733-1805), prince de la Tour et Taxis.

### Chevaliers nommés en 1778 par Joseph II
- 814. Charles Théodore (1724-1799), comte palatin, duc de Bavière, électeur palatin (1777-1799).

### Chevaliers nommés en 1782 par Joseph II
- 815. Charles-Emmanuel (1746-1812), landgrave de Hesse-Rheinfels-Rotenburg, duc de Ratibor, prince de Corvey.
- 816. Johann Ier Népomucène (1742-1789), 5e prince de Schwarzenberg, fils du prince Joseph Ier (no 693).
- 817. Louis Engelbert (1750-1820), 6e duc d'Arenberg.
- 818. Leopold Vilém[93],[94] Kolowrat-Krakowský-Liebsteinsky (1726-1809), comte de Kolowrat, chancelier de l'impératrice Marie-Thérèse, fils de Filip Nerius (no 765).
- 819. François Wenceslas (?-1729), comte de Zinzendorf et Thannhausen.
- 820. Eugen Václav (1728-1789), « Bruntálský z Vrbna » (en allemand : « comte de Würben (de) et Freudenthal »), petit-fils de Jan František (no 593).
- 821. Károly József Jeromos (1735-1816), comte puis (1807) prince Pálffy d'Erdőd, fils de Miklós VIII (no 764).

### Chevaliers nommés en 1785 par Joseph II
- 822. Johann Franz Xaver Anton (1737-1797), comte de Khevenhüller (de)-Metsch, fils du prince Johann Joseph von Khevenhüller-Metsch (de) (no 728).
- 823. Anton Gotthard (1721-1811), comte de Schaffgotsch (de).
- 824. Anton Maria (1723-1806), comte de la Tour et Valsassina.
- 825. Carlo Francesco[95],[96] (1749-1817), des princes Albani Savelli.
- 826. François Joseph Rasse (1731-1797), 2e prince de Gavre, fils de Charles Emmanuel Joseph (no 762).
- 827. Johann (1741-1808), comte d'Hardegg (de) comte de Glatz et Machland (de).

### Chevaliers nommés en 1789 par Joseph II
- 828. Franz Ferdinand (1749-1827), comte de Trauttmansdorff (de)-Weinsberg.

## Sous Léopold II, empereur du Saint-Empire
Léopold II (1747-1792), empereur germanique et archiduc souverain d'Autriche (1790-1792), 11e chef et souverain de la maison de Habsbourg-Lorraine.

### Chevaliers nommés en 1790 par Léopold II
- 829. Francesco Maria Ruspoli (en) (1752-1829), 3e prince de Cerveteri.
- 830. Antoine Ier (1755-1836), duc puis roi de Saxe (Antoine Ier, 1827).
- 831. Charles Louis (1771-1847), archiduc d'Autriche, duc de Teschen.
- 832. Alexandre Léopold d'Autriche (1772-1792), archiduc d'Autriche, fils de l'empereur Léopold II.
- 833. Joseph Antoine (1776-1847), archiduc d'Autriche, palatin de Hongrie (1796).
- 834. François Joseph (1779-1846), archiduc d'Autriche, duc de Modène (François IV, 1814).
- 835. Karl Josef Anton (1720-1800), prince d'Auersperg, fils du prince Henri (no 697).
- 836. Aloïs Ier Joseph (1759-1805), prince de Liechtenstein.
- 837. Anton Ier Esterházy de Galantha (de) (1738-1794), prince Esterházy de Galantha, fils du prince Nikolaus Ier Joseph (no 787).
- 838. Alberico XII Maria Giuseppe Massimo[97],[98] (1725-1813), prince Barbiano di Belgioioso (it).
- 839. Johann Hugo (?-?), baron Hagen.
- 840. Eugène Erwin (1727-1801), comte de Schönborn.
- 841. František Kristián (1732-1798), comte de Sternberg (de), fils du comte František Filip (no 784).
- 842. Antal (1732-1791), comte Károlyi von Nagykároly.
- 843. Giulio Pompeo Litta Visconti Arese[99],[100] (1727-1797), marquis di Gambolò.
- 844. Friedrich Moritz von Nostitz-Rieneck (de) (1728-1796), comte de Nostitz-Rieneck, Feldmarschall, président de l'« Hofkriegsrat » (conseil de guerre autrichien).
- 845. Franz de Paula Gundaker von Colloredo-Mannsfeld (de) (1731-1807), comte de Colloredo (de), vice-chancelier de l'Empire (de).

## SousFrançois II, empereur du saint-Empire puisFrançoisIer, empereur d'Autriche
François II du Saint-Empire (1768-1835), empereur germanique et archiduc souverain d'Autriche (1792-1804) puis empereur d'Autriche (François Ier, 1804-1835), roi de Hongrie (1792-1835), roi de Bohême (1792-1835) et roi de Lombardie-Vénétie (1815-1835), 12e chef et souverain de la maison de Habsbourg-Lorraine.

### Chevaliers nommés en 1792 par François II
- 846. Antoine Victor d'Autriche (1779-1835), archiduc d'Autriche, grand maître de l'ordre Teutonique (1804-1835), fils de l'empereur Léopold II.
- 847. Jean-Baptiste (1782-1859), archiduc d'Autriche.
- 848. Philippe-Gabriel-Maurice d'Alsace de Hénin-Liétard (1736-1804), comte de Boussu, 14e prince de Chimay (1759), colonel d'infanterie, chevalier de Saint-Louis (1779).
- 849. August Anton Joseph[101],[102],[103] (1729-1803), prince Lobkowicz (Horín/Mìlník), fils du prince Georg Christian (no 700).
- 850. Johann Joseph Wilczek (it) (1738-1819), comte Wilczek.
- 851. Dominik Andreas II (1739-1812), comte de Kaunitz (de)-Rietberg-Questenberg (de), frère du comte Ernst Christoph von Kaunitz-Rietberg (no 808), fils du comte Wenzel Anton.
- 852. Giuseppe Maria[104],[105] (1756-1818), comte Pallavicini-Centurione, fils du comte Gian Luca Pallavicini, Feldmarschall, gouverneur du Milanais.
- 853. Carl Clemens[106] (1720-1796), comte Pellegrini.
- 854. Franz Georg Karl von Metternich (1746-1818), comte puis 1er prince de Metternich-Winneburg (1803), père du 2e prince Klemens Wenzel von Metternich (no 890).
- 855. Johann Philipp Cobenzl (de) (1741-1810), comte de Cobenzl (de).

### Chevaliers nommés en 1793 par François II
- 856. Ferdinand Ier (1793-1857), archiduc d'Autriche, puis empereur d'Autriche et grand-maître et l'Ordre (Ferdinand Ier, 1835–1848).
- 857. Louis VII Eugène (1731-1795), duc de Wurtemberg.

### Chevaliers nommés en 1796 par François II
- 858. Francois Sébastien de Croix (1753-1798), comte de Clerfayt.
- 859. Karl Josef Anton Johann[107],[108] (1750-1822), prince d'Auersperg-Trautson (de), duc de Gottschee (Kočevje).

### Chevaliers nommés en 1798 par François II
- 860. Marzio Mastrilli[109] (1753-1833), marquis de Gallo, puis duc de Gallo (1813, par Joachim Murat, roi de Naples).
- 861. Johann Ludwig[110] (1753-1809), comte de Cobenzl (de).
- 862. Karl Alexander von Thurn und Taxis (1770-1827), prince de la Tour et Taxis (1805).

### Chevaliers nommés en 1802 par François II
- 863. Ludwig von Starhemberg (de) (1761-1833), comte puis (1808) prince de Starhemberg.

### Chevaliers nommés en 1803 par François II
- 864. Joseph (1755-1833), prince Rospigliosi (it), duc de Zagarolo, Oberhofmeister des grands-ducs de Toscane Ferdinand III et Léopold II.
- 865. Joachim Egon (1749-1828), landgrave de Fürstenberg, neveu du prince Joseph Wilhelm Ernst (no 702).
- 866. François (1779-1831), comte Esterházy de Galantha, fils du comte Miklós (no 778).

### Chevaliers nommés en 1805 par François II
- 867. Rénier Joseph (1783-1853), archiduc d'Autriche, fils de l'empereur Léopold II.
- 868. Louis d'Autriche (1784–1864), archiduc d'Autriche, fils de l'empereur Léopold II.

### Chevaliers nommés en 1806 par François II
- 869. Jean Ier (1760-1836), prince de Liechtenstein.

### Chevaliers nommés en 1808 par FrançoisIer
- 870. Ferdinand Charles Joseph d'Autriche-Este (1781-1850), archiduc d'Autriche.
- 871. Karl Zichy von Vásonykeö (hu) (1753-1826), comte Zichy de Vásonykeö, président de la chambre de Hongrie (ministre des Finances de la monarchie autrichienne).
- 872. Nicolas II Esterházy de Galantha (1765-1833), prince Esterházy de Galantha, fils du prince Anton (no 837).
- 873. Johann Philipp (1763-1824), comte de Stadion (de)-Thannhausen.
- 874. Rodolphe (1761-1823), « Bruntálský z Vrbna » (en allemand : « comte de Würben (de) et Freudenthal »), fils de Eugen Václav (no 820).
- 875. Charles-Eugène de Lorraine (1751-1825), prince de Lambesc, comte de Brionne, duc d'Elbeuf, grand écuyer de France.
- 876. Adam Casimir (1734-1823), prince Czartoryski.
- 877. Joseph II Johann (1769-1833), 6e prince de Schwarzenberg, fils du prince Johann Ier (no 816).
- 878. Johann Rudolph Chotek von Chotkow (de) (1748-1824), comte Chotek von Chotkowa et Wognin.
- 879. Prosper (1751-1822), prince de Sinzendorf (de).
- 880. Emmanuel (1751-1847), comte de Khevenhüller (de), fils du prince Johann Joseph von Khevenhüller-Metsch (de) (no 728).
- 881. Joseph (1754-1824), comte d'Erdődy.
- 882. Ferenc Széchényi de Sárvár-Felsõvidék (1754-1820), comte Széchényi.
- 883. Phillipp Karl[111] (1759-1826), comte d'Oettingen-Wallerstein (de).
- 884. Franz Seraph von Orsini-Rosenberg (1761-1832), prince Orsini-Rosenberg (de).
- 885. Michael Franz (1760-1817), comte d'Althan (de).
- 886. István XI Illésházy (hu) (1762-1838), comte d'Illésházy.

### Chevaliers nommés en 1809 par FrançoisIer
- 887. Karl Ier Philipp (1771-1820), 1er prince de Schwarzenberg (1804), landgrave de Sulz et Klettgau, fils du prince Johann Ier (no 816).
- 888. Franz Joseph Maximilian (1772-1816), prince Lobkowicz, fils du prince Ferdinand Philipp Joseph (no 811).

### Chevaliers nommés en 1810 par FrançoisIer
- 889. Léopold Jean (1797-1870), archiduc d'Autriche, grand-duc de Toscane (Léopold II).
- 890. Clément Wenceslas (1773-1859), comte puis (1813) prince de Metternich.

### Chevaliers nommés en 1811 par FrançoisIer
- 891. Rodolphe (1788-1831), archiduc d'Autriche, archevêque d'Olomouc, cardinal.

### Chevaliers nommés en 1813 par FrançoisIer
- 892. Maximilien Ier Joseph (1756-1825), roi de Bavière.

### Chevaliers nommés en 1814 par FrançoisIer
- 893. George Augustus Frederick (1762-1830), prince de Galles, régent du Royaume-Uni de Grande-Bretagne et d'Irlande (1811-1820), puis roi du Royaume-Uni et de Hanovre (Georges IV, 1820-1830), chevalier de l'ordre espagnol (no 867).

### Chevaliers nommés en 1817 par FrançoisIer
- 894. Alois[112] (1749-1817), comte d'Ugarte (voir Ugartsthal (en)).
- 895. François Charles (1802-1878), archiduc d'Autriche, fils de l'empereur François Ier, père de l'empereur François-Joseph.
- 896. Henri (1760-1845), comte de Bellegarde.
- 897. Joseph[113] (1767-1818), comte Wallis (de) (de la famille (d'origine irlandaise), de George Olivier de Wallis), « Freiherr von Karighmain ».
- 898. Josef Carl Ferdinand (1763-1825), comte de Dietrichstein.
- 899. Antoni Józef[114],[115] (1760-1830), comte (de Brzezie-)Lanckorońscy (pl).
- 900. Ferencz József Koháry de Csábrág (en) (1766-1826), prince Koháry.

### Chevaliers nommés en 1819 par FrançoisIer
- 901. Frédéric-Auguste (1797-1854), prince, régent puis roi de Saxe (Frédéric-Auguste II, 1836-1854).

### Chevaliers nommés en 1822 par FrançoisIer
- 902. Charles-Félix de Savoie (1765-1831), roi de Sardaigne, prince de Piémont, duc de Savoie.

### Chevaliers nommés en 1823 par FrançoisIer
- 903. Franz Josef Saurau (de) (1760-1832), comte Saurau.
- 904. Heinrich (1762-1847), comte de Wurmbrand-Stuppach (de).
- 905. Vincent Libštejnský (1750-1824), comte « z Kolovrat », arrière-petit-fils de Norbert Leopold (no 632).
- 906. Charles Alain Gabriel de Rohan[116] (1764-1836), « prince » de Rohan et de Guéménée, duc de Bouillon, 9e duc de Montbazon, pair de France, fils d'Henri Louis Marie de Rohan, prince de Rohan-Guéméné.
- 907. Johann Nepomuk Ernst (1783-1829), comte de Harrach, petit-fils de Friedrich August Gervasius (no 722).
- 908. Johann Rudolf Czernin von und zu Chudenitz (en) (1757-1845), comte Czernin von und zu Chudenitz.

### Chevaliers nommés en 1825 par FrançoisIer
- 909. Gilberto VI (1751-1837), comte de Borromeo Arese.
- 910. Louis Ier (1786-1868), roi de Bavière.

### Chevaliers nommés en 1826 par FrançoisIer
- 911. Frédéric Xavier (1757-1844), prince de Hohenzollern-Hechingen.

### Chevaliers nommés en 1830 par FrançoisIer
- 912. Albert (1817-1895), archiduc d'Autriche et duc de Teschen.
- 913. Etienne (1817-1867), archiduc d'Autriche et comte palatin de Hongrie.
- 914. Frédéric-Ferdinand d'Anhalt-Köthen (1769-1830), duc régnant d'Anhalt-Köthen.
- 915. Charles-Thomas de Löwenstein-Wertheim-Rosenberg (1783-1849), 5e prince de Löwenstein-Wertheim-Rosenberg.
- 916. François Antoine Libštejnský (« František Antonín hrabě Kolovrat - Libštejnský ») (1778-1861), comte « z Kolovrat », neveu de Vincent (no 905).
- 917. Rodolphe (1772-1843), 2e prince de Colloredo (de)-Mannsfeld, fils du prince Franz Gudackar (no 807).
- 918. Peter von Goëss (1774-1846), comte de Goëss (de).
- 919. Alfonso Gabriele[117] (1761-1835), prince de Porcia, comte de Porcia, Brugnera, Mitterburg (aujourd'hui Pazin) et Ortenburg.
- 920. Ignácz Gyulay (1763-1831), comte de Maros-Németh et Nádaska.
- 921. Paul III Anton Esterházy de Galantha (1786-1866), prince Esterházy de Galantha, fils de Nicolas II Esterházy de Galantha (no 872).
- 922. Aloys Gonzaga Joseph (1780-1833), prince de Liechtenstein, plus jeune fils de Karl de Liechtenstein (1730–1789) (no 805).
- 923. Louis (1766-1836), comte Contarini.
- 924. Alfred Ier (1787-1862), prince de Windisch-Graetz.

## Sous FerdinandIer, empereur d'Autriche
Ferdinand Ier (1793-1875), empereur d'Autriche, 13e chef et souverain de la maison de Habsbourg-Lorraine.

### Chevaliers nommés en 1836 par FerdinandIer
- 925. Charles Ferdinand (1818-1874), archiduc d'Autriche, duc de Teschen.
- 926. François (1819-1876), archiduc d'Autriche-Este, prince héréditaire de Modène puis duc souverain de Modène (François V, 1846-1859).
- 927. Anton Friedrich Ier Mittrowsky (cs)[118],[119] (1770-1842), comte Mittrowsky de Mottrowitz et Nemyšl (cs).
- 928. Ignaz zu Hardegg (de) (1772-1848), comte zu Hardegg (de), comte de Glatz (Kłodzko) et Machland (de).
- 929. Antal Mózes Cziráky (hu)[120],[121] (1772-1852), comte Cziráky de Czirák et Dénesfalva.
- 930. Antoine (1782-1852), comte Apponyi.
- 931. Aloïs (1796-1858), prince de Liechtenstein.
- 932. Ferdinand Joseph Johann Nepomuk von Lobkowitz (de) (1797-1868), prince Lobkowicz, fils du prince François Joseph (no 888).
- 933. Johann Adolf II zu Schwarzenberg (de) (1799-1888), 7e prince de Schwarzenberg, fils du prince Joseph II (no 877).
- 934. Charles Egon III de Fürstenberg (1796-1854), prince de Fürstenberg, fils du prince Karl Aloys zu Fürstenberg.
- 935. Friedrich Kraft Heinrich[122] (1793-1842), 3e prince et seigneur d'Oettingen-Oettingen (de) et Oettingen-Wallerstein (de) (1823-1842), comte d'Oettingen-Baldern, seigneur de Soetern.
- 936. Johann Ernst Hoyos-Sprinzenstein (1779-1849), comte de Hoyos-Sprinzenstein (voir Schloss Sprinzenstein (de)).
- 937. Moritz Joseph Johann von Dietrichstein (1775-1864), comte de Dietrichstein-Proskau-Leslie, 10e prince de Dietrichstein (1858).
- 938. Karl Chotek von Chotkow (de) (1783-1868), comte Chotek von Chotkowa et Wogin, fils du comte Johann Rudolph Chotek von Chotkow (de) (no 878).

### Chevaliers nommés en 1838 par FerdinandIer
- 939. Carlo Giuseppe Gallarati Scotti[123],[124] (1775-1840), duc de San Pietro in Galatina, marquis de Cerano, comte de Colturano, 1er prince de Molfetta (28 février 1828).
- 940. Geronimo (1770-1843), comte de Contarini.
- 941. Fidelis Pálffy (1788-1864), comte d'Erdőd.
- 942. Frédéric Ferdinand d'Autriche (1821-1847), archiduc d'Autriche, fils de l'archiduc Charles Louis.

### Chevaliers nommés en 1841 par FerdinandIer
- 943. Léopold d'Autriche (1823-1898), archiduc d'Autriche, fils de l'archiduc Rainier Joseph (no 867).
- 944. Maximilian Karl von Thurn und Taxis (de) (1802-1871), prince de la Tour et Taxis.
- 945. Victor-Emmanuel II (1820-1878), prince de Savoie, puis roi de Sardaigne (Victor-Emmanuel II, 1849–1861) et duc de Savoie (1849–1878), puis roi d'Italie (1861–1878).

### Chevaliers nommés en 1844 par FerdinandIer
- 946. François-Joseph (1830-1916), archiduc d'Autriche, puis empereur d'Autriche et grand-maître de l'Ordre (François-Joseph Ier, 1848-1916).
- 947. Silvestro Dandolo (sl) (1766-1847), comte Dandolo, amiral.
- 948. Ernest d'Autriche (1824–1899), archiduc d'Autriche, fils de l'archiduc Rainier Joseph (no 867).
- 949. Ferdinand Charles Victor (1821-1849), archiduc d'Autriche-Este, fils du duc François IV de Modène.

### Chevaliers nommés en 1847 par FerdinandIer
- 950. Vitalien (1792-1874), comte Borromeo Arese.

## Sous François-JosephIer, empereur d'Autriche
François-Joseph Ier (1830-1916), empereur d'Autriche, 14e chef et souverain de la maison de Habsbourg-Lorraine.

### Chevaliers nommés en 1849 par François-JosephIer
- 951. Joseph Radetzky (1766-1858), comte Radetzky von Radetz (cs) (en tchèque : Radečtí z Radče).
- 952. Maximilien II (1811-1864), roi de Bavière.
- 953. Léopold de Wittelsbach (1821-1912), prince de Bavière, régent du royaume de Bavière (1886-1912).

### Chevaliers nommés en 1850 par François-JosephIer
- 954. Albert Ier (1828-1902), prince puis roi de Saxe.
- 955. Othon Ier de Bavière (1815-1867), roi de Grèce, chevalier de l'ordre espagnol depuis 1835.

### Chevaliers nommés en 1852 par François-JosephIer
- 956. Ferdinand Maximilien de Habsbourg (1832-1867), archiduc d'Autriche, empereur du Mexique (Maximilien Ier, 1864–1867).
- 957. Charles-Louis de Habsbourg (1833-1896), archiduc d'Autriche.
- 958. Ferdinand de Habsbourg (1835-1908), archiduc d'Autriche, grand-duc de Toscane (Ferdinand IV, 1859–1860).
- 959. Joseph de Habsbourg-Lorraine (1833-1905), archiduc d'Autriche, fils de l'archiduc Joseph, palatin de Hongrie.
- 960. Sigismond d'Autriche (1826–1891), archiduc d'Autriche, fils de l'archiduc Rainier Joseph (no 867).
- 961. Rainier d'Autriche (1827–1913), archiduc d'Autriche, frère du précédent.
- 962. Henri d'Autriche (1826–1891), archiduc d'Autriche, frère des précédents.
- 963. Charles de Liechtensetin (1790-1865), prince de Liechtenstein, petit-fils de Charles de Liechtenstein (1730-1789).
- 964. Hugues de Salm (1803-1888), prince de Salm-Reifferscheid-Krautheim (voir Burg Reifferscheid (de)).
- 965. Karl II Borromäus Philipp de Schwarzenberg (it) (1802-1858), 7e prince de Schwarzenberg, fils du prince Karl Ier Philipp de Schwarzenberg (no 887).
- 966. Philippe Batthyany (1781-1870), 4e prince Batthyany-Strattmann, petit-fils du comte Ludwig Ernst (no 725).
- 967. Frédéric Egon de Fürstenberg (1744-1856), landgrave de Fürstenberg, fils du landgrave Joachim Egon (no 865).
- 968. Maximilien, baron von Wimpffen (1770-1854).
- 969. Charles Louis, comte de Ficquelmont (1777-1857).
- 970. Eugène, comte Wratislaw von Mittrowitz (de) (1786-1867).
- 971. Charles, comte de Brzezie-Lanckoroński (1799-1863).
- 972. Ferdinand Joachim, prince de Trauttmansdorff (de) (1803-1859), petit-fils du prince Franz Ferdinand (no 828).
- 973. Karl Wilhelm Philipp von Auersperg (1814-1890), prince d'Auersperg, arrière-petit-fils du prince Karl Josef Anton (no 835).

### Chevaliers nommés en 1853 par François-JosephIer
- 974. Ferencz József Gyulay (1798-1868), comte de Maros-Németh et Nádaska.
- 975. Léopold de Saxe-Cobourg (1835-1909), prince héritier de Belgique, duc de Brabant, puis roi des Belges (Léopold II, 1865-1909).

### Chevaliers nommés en 1854 par François-JosephIer
- 976. Maximilien de Bavière (1808-1888), duc en Bavière.
- 977. Louis-Guillaume de Wittelsbach (1831-1920), duc en Bavière.

### Chevaliers nommés en 1857 par François-JosephIer
- 978. Joseph d'Archinto (1783-1861), comte d'Archinto (de).

### Chevaliers nommés en 1858 par François-JosephIer
- 979. Laval Nugent von Westmeath (1777-1862), comte Nugent de Westmeath.
- 980. Rodolphe d'Autriche (1858-1889), archiduc d'Autriche, prince héritier d'Autriche-Hongrie et Bohême.

### Chevaliers nommés en 1859 par François-JosephIer
- 981. Charles-Théodore de Wittelsbach (1895-1875), prince de Bavière,.

### Chevaliers nommés en 1860 par François-JosephIer
- 982. Charles-Antoine de Hohenzollern-Sigmaringen (1811-1885), prince de Hohenzollern-Sigmaringen.

### Chevaliers nommés en 1862 par François-JosephIer
- 983. Louis Victor de Habsbourg-Lorraine (1842-1910), archiduc d'Autriche.
- 984. Charles Salvator de Habsbourg-Toscane (1839-1892), archiduc d'Autriche, fils de Léopold II, grand-duc de Toscane (no 889).
- 985. Georges de Saxe (1832-1904), prince de Saxe, puis roi de Saxe (Georges Ier, 1902-1904).
- 986. Charles-Théodore de Wittelsbach (1839-1909), duc en Bavière.
- 987. Jean II (1840-1929), prince souverain de Liechtenstein.
- 988. Auguste de Saxe-Cobourg-Kohary (1818-1881), prince de Saxe-Cobourg et Gotha, duc de Saxe.
- 989. Engelbert-Auguste d'Arenberg (1824-1875), 8e duc d'Arenberg.
- 990. Edmond de Schwarzenberg (1803-1873), prince de Schwarzenberg, frère du prince Karl II (no 965).
- 991. Maximilian von Thurn und Taxis (1831-1867), prince héritier de Tour et Taxis.
- 992. Nicolas III Esterházy de Galantha (de) (1817-1884), prince Esterházy de Galántha.
- 993. Charles de Paar (1806-1881), 4e prince de Paar.
- 994. Antoine Charles Pálffy (« Antal Károly ») (1793-1879), 3e prince Pálffy d'Erdőd.
- 995. Franz Seraphicus von Kuefstein[125],[126],[127] (1794-1871), comte de Kufstein, baron de Greillenstein et de Hohenkrähen (voir Schloss Greillenstein (de) et Burg Hohenkrähen (de)).
- 996. Franz Ernst zu Rohrau (1799-1884), comte « von Harrach zu Rohrau und Thannhausen » (voir Schloss Rohrau (de)), neveu de Johann Nepomuk Ernst (no 907).
- 997. Franz von Hartig (1789-1865), comte de Hartig (voir Maison de Hartig (de)).
- 998. Johann Baptist Coronini-Cronberg (1794-1880), comte de Coronini-Cronberg (de).
- 999. Eduard Clam-Gallas (1805-1891), comte de Clam-Gallas (de).

### Chevaliers nommés en 1864 par François-JosephIer
- 1000. Louis II (1845-1886), roi de Bavière.
- 1001. Johann Bernhard von Rechberg (1806-1890), comte « von Rechberg und Rothenlöwen (de) ».

### Chevaliers nommés en 1865 par François-JosephIer
- 1002. Philippe de Wurtemberg (1838-1917), duc de Wurtemberg.
- 1003. Karl Egon III (1820-1892), prince de Fürstenberg, fils du prince Karl Egon II (no 934).
- 1004. Heinrich Eduard von Schönburg (1787-1872), prince de Schönburg-Hartenstein (de) (voir Maison de Schönburg).
- 1005. Vincent (1812-1867), prince d'Auersperg, duc de « Gottschee » (en slovène : Kočevje), petit-fils du prince Karl Josef Anton (1720–1800).
- 1006. Camille de Rohan[128] (1800-1892), « prince » de Rohan, duc de Montbazon et de Bouillon, prince de Guéménée.
- 1007. François Séraphin de Nádasdy (1801-1883), comte de Nádasdy, fils du comte Anton (no 930).
- 1008. Karl Ludwig von Grünne (1808-1884), comte de Grünne.
- 1009. Rodolphe Apponyi (1812-1875), comte Apponyi von Nagy-Apponyi, fils du comte Antoine (no 930).
- 1010. Alberto Crivelli (1816-1868), comte d'Ossolaro.

### Chevaliers nommés en 1867 par François-JosephIer
- 1011. Konstantin zu Hohenlohe-Schillingsfürst (de) (1828-1896), prince de Hohenlohe-Schillingsfürst.
- 1012. Maximilien Egon Ier (1822-1873), prince de Fürstenberg (deuxième lignée), frère du prince Karl Egon III (no 1003).
- 1013. Eméric (« Imre ») (1781-1874), comte Batthyany.
- 1014. Antoine de Majláth (1801-1873), comte de Majláth.
- 1015. Jean Cziráky (1818-1884), comte Cziráky.
- 1016. Louis-Salvador de Habsbourg-Lorraine (1847-1915), archiduc d'Autriche.
- 1017. Charles II d'Isembourg-Büdingen (1838-1899), prince d'Isembourg-Birstein.
- 1018. Frédéric de Liechtenstein (1807-1885), prince de Liechtenstein.
- 1019. Alfred II (1819-1876), prince de Windisch-Graetz.
- 1020. Richard Klemens von Metternich (1829-1895), prince de Metternich-Winneburg (de), fils de Klemens Wenzel, prince de Metternich (no 890).
- 1021. Guillaume Albert de Montenuovo (1821-1879), prince de Montenuovo (de).
- 1022. Ernest de Waldstein (tchèque : Arnošt Antonín František de Paula) (1821-1904), comte de Waldstein-Wartenberg.
- 1023. Franz Folliot de Crenneville (de) (1815-1888), comte Folliot de Crenneville.

### Chevaliers nommés en 1868 par François-JosephIer
- 1024. Louis de Wittelsbach (1845-1921), prince puis roi de Bavière (Louis III, 1913-1918).
- 1025. Léopold de Wittelsbach (1846-1930), prince de Bavière, « Generalfeldmarschall ».

### Chevaliers nommés en 1869 par François-JosephIer
- 1026. Humbert de Savoie (1844-1900), prince héréditaire puis roi d'Italie (Humbert Ier, 1878-1900).
- 1027. Othon de Wittelsbach (1848-1916), prince puis roi de Bavière (Othon Ier, 1886-1913).
- 1028. Jean Salvator de Habsbourg-Toscane (1852-1890), archiduc d'Autriche, fils de Léopold II, grand-duc de Toscane (no 889).
- 1029. François-Louis de Méran (1839-1891), comte de Meran (de), fils de l'archiduc Jean-Baptiste d'Autriche (1782-1859 ; no 847) et d'Anne Plochl (1804-1885), baronne de Brandhofen (1834) et comtesse de Méran (1850).
- 1030. Jean (1802-1879), landgrave de Fürstenberg, fils du landgrave Frédéric Egon (1744-1856, no 967).
- 1031. Alfred Józef Potocki (1817-1889), comte Potocki (voir Famille Potocki).
- 1032. Tassilo Ier Festetics (1813-1883), comte Festetics de Tolna.
- 1033. Franz Haller von Hallerkeö (de) (1796-1875), comte Haller von Hallerkeö.

### Chevaliers nommés en 1873 par François-JosephIer
- 1034. Frédéric de Teschen (1856-1936), archiduc d'Autriche, duc de Teschen.
- 1035. Arnould de Wittelsbach (1852-1907), prince de Bavière, fils du prince-régent Léopold.
- 1036. Joseph Franz Hieronymus (1813-1895), 4e prince de Colloredo (de)-Mannsfeld, neveu du prince Rodolphe (no 917).
- 1037. Richard von Khevenhüller (1813-1877), prince de Khevenhüller (de), petit-neveu du prince Johann Joseph von Khevenhüller-Metsch (de) (no 728).
- 1038. Erwin von Neipperg (1813-1897), comte de Neipperg.
- 1039. Jean de Larisch (1821-1884), comte de Larisch-Mönnich.
- 1040. Ferdinand Bonaventura Kinský (de) (1834-1904), 7e prince Kinský de Wchinitz et Tettau.

### Chevaliers nommés en 1875 par François-JosephIer
- 1041. Maximilien-Emmanuel de Wittelsbach (1849-1893), duc en Bavière, fils du duc Maximilien en Bavière.

### Chevaliers nommés en 1877 par François-JosephIer
- 1042. Gyula Andrássy (1823-1890), comte Andrássy.

### Chevaliers nommés en 1878 par François-JosephIer
- 1043. François-Ferdinand d'Autriche (1863-1914), archiduc d'Autriche-Este, héritier des trônes austro-hongrois.
- 1044. Léopold Salvator de Habsbourg-Toscane (1863-1931), archiduc d'Autriche, fils de l'archiduc Charles Salvator.
- 1045. Charles-Étienne de Teschen (1860-1933), archiduc d'Autriche, grand-maître de l'ordre Teutonique.
- 1046. Eugène d'Autriche-Teschen (1863-1954), archiduc d'Autriche.
- 1047. Moritz Esterházy de Galantha (1807–1890) (de), comte Esterházy von Galántha.
- 1048. Johann Anton von Goëss (de) (1816-1887), comte de Goëss (de).
- 1049. Rudolf Karl Eugen Dominik Vitalis[129] (1818-1883), comte de Wrbna und Freudenthal, petit-fils du comte Rudolf Jan (no 874).
- 1050. György Majláth (1818–1883) (hu), depuis comte.
- 1051. Emmerich[130] (1820-1900), prince de Thurn und Taxis.
- 1052. Adolf Carl Daniel von Auersperg (1821-1885), prince d'Auersperg, frère du prince Karl Wilhelm Philipp (no 973).
- 1053. Richard Belcredi (1823-1902), comte de Belcredi.
- 1054. Rudolf de Croÿ (1823-1902), 11e duc de Croÿ, 7e prince de Solre, 3e prince de Dülmen.
- 1055. Ferdinand von Trauttmansdorff (1825-1896), comte de Trauttmansdorff (de)-Weinsberg, petit-fils du prince Franz Ferdinand (no 828).
- 1056. Alajos Károlyi (1825-1889), comte Károlyi de Nagykároly.
- 1057. Josef Alexander von Schönburg (1826-1896), prince de Schönburg-Hartenstein (de) (voir Maison de Schönburg), fils du prince Heinrich Eduard (no 1004).
- 1058. Eduard Taaffe (1833-1895), comte de Taaffe.

### Chevaliers nommés en 1881 par François-JosephIer
- 1059. Otto de Habsbourg-Lorraine (1865-1906), archiduc d'Autriche.
- 1060. Miguel de Bragance (1853-1927), duc de Bragance.
- 1061. Philippe de Saxe-Cobourg-Kohary (1844-1921), prince de Saxe-Cobourg et Gotha.
- 1062. Petar Pejačević (en) (1804-1887), comte Pejačević de « Verőce » (voir Maison de Pejačević (en) et Virovitica).
- 1063. Karl III (1824-1904), prince de Schwarzenberg, fils du prince Karl II de Schwarzenberg (de) (no 965).
- 1064. Hugo d'Abensperg (1828-1904), comte d'Abensperg-Traun.
- 1065. Maurice Lobkowicz (1831-1903), prince Lobkowicz.
- 1066. Gyula Szapáry (1832-1905), comte Szapáry.
- 1067. Karl Heinrich zu Löwenstein-Wertheim-Rosenberg (1834-1921), prince de Löwenstein-Wertheim-Rosenberg, petit-fils du prince Karl Thomas (no 915).

### Chevaliers nommés en 1884 par François-JosephIer
- 1068. Carol Ier (1839-1914), roi de Roumanie.
- 1069. Ferdinand Charles d'Autriche (1868–1915), archiduc d'Autriche, fils de l'archiduc Charles-Louis.
- 1070. Léopold-Ferdinand de Habsbourg-Toscane (1868-1935), archiduc d'Autriche.
- 1071. François-Salvator de Habsbourg-Toscane (1866-1939), archiduc d'Autriche.
- 1072. Ladislaus de Szögyény-Marich (1841-1916).
- 1073. Léopold von Thun-Hohenstein (1811-1888), comte de Thun et Hohenstein.
- 1074. Jaromir Czernin (1818-1908), comte Czernin von Chudenitz.
- 1075. Charles von Khevenhüller (1839-1905), prince de Khevenhüller (de)-Metsch, fils du prince Richard (no 1037).
- 1076. Alfred III (1851-1927), prince de Windisch-Graetz.
- 1077. Maximilien Marie de Tour et Taxis (de) (1862-1885), prince de Thurn und Taxis.

### Chevaliers nommés en 1887 par François-JosephIer
- 1078. Anton Szecsen (1819-1896), comte Szecsen von Temerin.
- 1079. Artur Maximilian von Bylandt-Rheidt (de) (1821-1891), comte de Bylandt (de)-Rheidt.
- 1080. Paul (Pál) Sennyey (1824-1888), baron Sennyey de Kis-Sennye.
- 1081. Ludwig von Windisch (1830-1904), prince de Windisch-Graetz, frère du prince Alfred II (no 1076).
- 1082. Gustave Kálnoky (1832-1898), comte Kálnoky de Köröspatak.
- 1083. Nicolas Pejačević (1833-1890), comte Pejačević de « Verőce » (voir Maison de Pejačević (en) et Virovitica).

### Chevaliers nommés en 1889 par François-JosephIer
- 1084. Frédéric-Auguste de Saxe-Cobourg (1865-1932), prince de Saxe puis roi de Saxe (Frédéric-Auguste III, 1904–1918).
- 1085. Albert Salvator de Habsbourg-Toscane (1871-1896), archiduc d'Autriche, fils de l'archiduc Charles Salvator.
- 1086. Louis Jósika (1807-1891), baron Jósika de Branyicska (en roumain : Brănișca).
- 1087. Móric Pálffy (1812-1897), comte Pálffy, neveu de Fidelis comte Pálffy (no 941).
- 1088. Stephan Erdődy (1813-1896), comte Erdődy.
- 1089. Victor Ier (1818-1893), prince de Hohenlohe, duc de Ratibor.
- 1090. Anton von Wolkenstein-Trostburg (1832-1913), comte de Wolkenstein-Trostburg (de).
- 1091. Ernest Hoyos-Sprinzenstein (1830-1903), comte de Hoyos-Sprinzenstein (voir Maison de Hoyos et Schloss Sprinzenstein (de), petit-fils du comte Johann Ernst Hoyos-Sprinzenstein (no 936).
- 1092. Adolf Joseph von Schwarzenberg (1832-1914), prince de Schwarzenberg.
- 1093. Gyula Károlyi (1837-1890), comte Károlyi de Nagykároly.
- 1094. Albert Ier de Thurn und Taxis (de) (1867-1952), prince de Thurn und Taxis.

### Chevaliers nommés en 1891 par François-JosephIer
- 1095. Joseph-Ferdinand de Habsbourg-Toscane (1872-1942), archiduc d'Autriche.
- 1096. Joseph-Auguste de Habsbourg-Lorraine (1872-1962), archiduc d'Autriche.
- 1097. Léopold Maurice de Sternberg (1811-1899), comte de Sternberg (de).
- 1098. Edmond de Clary (1813-1894), 4e prince de Clary-Aldringen.
- 1099. Richard de Martinic (1832-1891), comte de Clam-Martinic (de).
- 1100. Károly Khuen-Héderváry (1849-1918), comte de Khuen-Héderváry.

### Chevaliers nommés en 1892 par François-JosephIer
- 1101. Emeric (1825-1898), comte Széchény de Sárárvar-Felsövidk (voir Maison de Széchenyi), petit-fils du comte Ferenc (no 882).
- 1102. Emile Egon von Fürstenberg (1825-1899), prince de Furstenberg, frère du comte Karl Egon III (no 1003).
- 1103. Léopold de Croÿ (1827-1894), prince de Croÿ-Dulmen.
- 1104. Franz von Falkenhayn (de) (1827-1898), comte de Falkenhayn (voir Maison de Falkenhayn (de)).
- 1105. Ferdinand Zichy (1829-1811), comte Zichy de Zich et Vasonykeö (voir Famille Zichy).
- 1106. Philippe de grünne (1833-1902), comte de Grünne (de).
- 1107. Rodolphe de Liechtenstein (1838-1908), « prince von uns zu Liechtenstein » (1899), fils de Karl von Liechtenstein (1790–1865).
- 1108. Rodolphe Lobkowicz (1840-1908), prince Lobkowicz.
- 1109. Charles Frédéric d'Oettingen (1840-1905), prince d'Oettingen-Wallerstein (de).

### Chevaliers nommés en 1893 par François-JosephIer
- 1110. Albert de Wurtemberg (1865-1939), « duc de Wurtemberg », chef de la maison de Wurtemberg, prétendant au trône de Wurtemberg.
- 1111. Pierre-Ferdinand de Habsbourg-Toscane (1874-1948), archiduc d'Autriche, fils de Ferdinand IV, grand-duc de Toscane.

### Chevaliers nommés en 1895 par François-JosephIer
- 1112. Ladislas Philippe de Habsbourg-Lorraine (1874-1948), archiduc d'Autriche, fils de l'archiduc Joseph Charles (no 959).

### Chevaliers nommés en 1896 par François-JosephIer
- 1113. Aladar Andrássy (1827-1903), comte Andrássy.
- 1114. Johann Nepomuk von Harrach (de) (1828-1909), comte de Harrach, fils de Franz Ernst (no 996).
- 1115. Adam Stanisław Sapieha (1828-1903), prince Sapieha-Kodenski.
- 1116. Charles Paar (1834-1917), 5e prince de Paar (de).
- 1117. Zeno Welser von Welsersheimb (de) (1835-1921), comte Welser de Welsersheimb.
- 1118. Paul IV Esterházy de Galantha (de) (1843-1898), prince Esterházy de Galántha, fils du prince Nicolas III Esterházy de Galantha (de) (no 992).
- 1119. Franz Anton III von Thun und Hohenstein (1847-1916), comte de Thun et Hohenstein.
- 1120. Tasziló II Festetics (en) (1850-1933), comte ensuite prince Festetics de Tolna, second époux de Mary Victoria Hamilton.
- 1121. Clovis de Hohenlohe-Schillingsfürst (1819-1901), prince de Hohenlohe-Schillingsfürst, frère du prince Victor Ier (no 1089).
- 1122. Agenor Gołuchowski (1849-1921), dit le Jeune, comte de Goluchowo, fils de Agenor Gołuchowski (1812-1875), dit l'Ancien.
- 1123. Philippe d'Orléans (1869-1926), duc d'Orléans.

### Chevaliers nommés en 1897 par François-JosephIer
- 1124. Henri-Ferdinand de Habsbourg-Toscane (1878-1969), archiduc d'Autriche, fils de Ferdinand IV, grand-duc de Toscane.

### Chevaliers nommés en 1898 par François-JosephIer
- 1125. Eustachy Stanisław Sanguszko (1842-1903), prince Sanguszko-Lubartowicz (pl).
- 1126. Jean-Georges de Saxe, prince et duc de Saxe.

### Chevaliers nommés en 1899 par François-JosephIer
- 1127. Emmanuel-Philibert de Savoie (1869-1931), duc d'Aoste.

### Chevaliers nommés en 1900 par François-JosephIer
- 1128. Rupprecht de Wittelsbach (1869-1955), prince héritier de Bavière.
- 1129. Georges de Wittelsbach (1880-1943), prince de Bavière.
- 1130. Wilhelm Siemieński-Lewicki[131],[132] (1827-1901), comte Siemieński-Lewicki.
- 1131. Charles Fugger (1861-1925), prince Fugger von Babenhausen (de).
- 1132. Alexandre Károlyi (1831-1906), comte Károlyi von Nagykárolyi.
- 1133. Edouard Paar (1837-1919), comte Paar (de).
- 1134. Comte Franz Deym (de) (1838-1903).
- 1135. Ladislaus de Szögyény-Marich (1842-1916).
- 1136. Josef Oswald II von Thun-Hohenstein-Salm-Reifferscheidt (de) (1849-1913), comte Thun et Hohenstein-Salm-Reifferscheid.
- 1137. Béla Cziráky[133] (1852-1911), comte Cziraky.
- 1138. Alfred de Montenuovo (1845-1927), prince de Montenuovo (de).
- 1139. Karl Maria Alexander von Auersperg (de) (1859-1927), 9e prince d'Auersperg, fils du prince Adolf (no 1052).
- 1140. Miklós Antal Pálffy (1861-1955), prince Pálffy d'Erdőd, petit-neveu du prince Antal Károly (no 994).
- 1141. Maximilien Egon II de Fürstenberg (de) (1863-1941), prince de Fürstenberg, fils du prince Maximilien Egon Ier (no 1012).
- 1142. Robert de Wurtemberg (1873-1947), duc de Wurtembrg, fils du duc Philippe.

### Chevaliers nommés en 1903 par François-JosephIer
- 1143. Alfred de Liechtenstein (1842-1907), prince de Liechtenstein, gendre du prince Aloïs II de Liechtenstein.
- 1144. Gyula Széchény (1829-1921), comte Széchény de Sárárvar-Felsövidk (voir Maison de Széchenyi), petit-neveu du comte Ferenc (no 882).
- 1145. Georg Christian von Lobkowitz (1835-1908) (de), prince Lobkowicz, arrière-petit-fils du prince Johann Georg Christian (no 700).
- 1146. Karl Lanckoroński (1848-1933), comte Lanckoroński-Brzezie.
- 1147. Alexandre Pallavicini (1853-1933), margrave Pallavicini (Famille Pallavicino).
- 1148. Alois von Schönburg-Hartenstein (de) (1858-1944), prince de Schönburg-Hartenstein (de) (voir Maison de Schönburg), fils du prince Josef Alexander (1826-1896, no 1057).
- 1149. Nicolas IV Esterházy de Galantha (de) (1869-1920), prince Esterházy de Galántha, fils du prince Paul IV Esterházy de Galantha (de) (no 1118).

### Chevaliers nommés en 1905 par François-JosephIer
- 1150. Charles de Habsbourg-Lorraine (1887-1922), archiduc puis empereur d'Autriche (Charles Ier, 1916-1918).

### Chevaliers nommés en 1907 par François-JosephIer
- 1151. Guillaume de Hohenzollern-Sigmaringen (1864-1927), prince de Hohenzollern-Sigmaringen.
- 1152. Albert de Saxe-Cobourg (1874-1934), prince héritier de Belgique, puis roi des Belges (Albert Ier, 1909-1934).
- 1153. Élie de Bourbon-Parme (1880-1959), prince puis duc de Parme, chef de la Maison de Bourbon-Parme.
- 1154. Conrad Léopold François de Bavière (1883-1969), prince de Bavière, fils du prince Léopold.
- 1155. Albin Csáky[134] (1841-1912), comte Csaky von Körösszeg und Adorján.
- 1156. Alexandre Apponyi (1844-1925), comte Apponyi de Nagy-Apponyi, fils du comte Rudolf (no 1009).
- 1157. Charles Trauttmansdorff (1845-1921), prince Trauttmansdorff (de)-Weinsberg, fils du prince Ferdinand Joachim (no 972).
- 1158. François Joseph d'Auersperg (1856-1938), prince d'Auersperg, fils du prince Vincent (no 1005).
- 1159. Karl Kinský (1858-1919) (en), 8e prince Kinský de Wchinitz et Tettau, fils du prince Ferdinand Bonaventura (no 1040).
- 1160. Hugo von Mensdorff-Pouilly, comte de Mensdorff-Pouilly (1858-1920), 2e prince de Dietrichstein zu Nikolsburg (Mikulov), arrière-petit-neveu de Moritz Joseph Johann von Dietrichstein (no 937, 10e prince de Dietrichstein 1858).
- 1161. Karl IV (1859-1913), 8e prince de Schwarzenberg, fils du prince Karl III (no 1063).
- 1162. Andrzej Potocki (de) (1861-1927), comte Potocki.
- 1163. Ernst Rüdiger von Starhemberg (1861-1927) (de), prince de Starhemberg.
- 1164. Johannes zu Hohenlohe-Bartenstein (de) (1863-1921), 7e prince de Hohenlohe-Bartstein et Jagstberg.
- 1165. Jean-Stéphane de Méran (1867-1947), comte de Méran (de), fils du comte François-Louis (no 1029).

### Chevaliers nommés en 1908 par François-JosephIer
- 1166. Ernest de Windisch (1827-1918), prince de Windisch-Graetz, frère du prince Alfred II (no 1019).
- 1167. Ladislas Pejačević (1828-1916), comte Pejačević (de) de Veröcze.
- 1168. Alajos Esterházy de Galántha (hu) (1844-1912), prince Esterházy de Galántha, frère du prince Paul IV Esterházy de Galantha (de) (no 1118).
- 1169. Rodolphe de Khevenhüller (1844-1910), comte Khevenhüller (de)-Metsch, fils du prince Richard (no 1037).
- 1170. Alain de Rohan[135],[136] (1853-1914), « prince » de Rohan, duc de Montbazon et de Bouillon, prince de Guéménée et de Rochefort, petit-neveu du prince Camille (no 1006).
- 1171. Roman Potocki (en) (1851-1915), comte Potocki, fils du prince Alfred Józef (no 1031).
- 1172. Nikolaus Szécsen von Temerin (1857-1926), comte Szécsen von Temerin.
- 1173. Ferdinand Zdenko Lobkowicz (1858-1938), prince Lobkowicz, fils du prince Maurice (no 1065).

### Chevaliers nommés en 1909 par François-JosephIer
- 1174. Ferdinand de Saxe-Cobourg (1865-1927), prince-héritier puis roi de Roumanie (Ferdinand Ier, (1914-1927)).

### Chevaliers nommés en 1910 par François-JosephIer
- 1175. Charles-Albert de Habsbourg-Altenbourg (1888-1951), archiduc d'Autriche, fils de l'archiduc Charles-Étienne (no 1045).

### Chevaliers nommés en 1911 par François-JosephIer
- 1176. Ferdinand Ier (1861-1948), roi des Bulgares.
- 1177. Aloïs de Liechtenstein (1869-1955), prince de Liechtenstein.
- 1178. Rodolphe Montecuccoli degli Erri (1843-1922), comte Montecuccoli.
- 1179. Léopold Gudenus (1843-1913), comte Gudenus.
- 1180. Antoine de Cziráki (1850-1930), comte Cziráki (de).
- 1181. Eugen Jaromir Czernin (1851-1925), comte Czernin von und zu Chudenitz, fils du comte Jaromir (no 1074).

### Chevaliers nommés en 1912 par François-JosephIer
- 1182. Charles (1854-1911), comte Buquoy.
- 1183. Leopold Berchtold (1863-1942), comte Berchtold (de).

### Chevaliers nommés en 1913 par François-JosephIer
- 1184. Ferdinand de Lobkowicz (1850-1938) (de), prince Lobkowicz, neveu du prince Ferdinand (no 932).

### Chevaliers nommés en 1914 par François-JosephIer
- Georges de Saxe (1893-1943), prince héritier de Saxe, fils du roi Frédéric-Auguste III.

### Chevaliers nommés en 1915 par François-JosephIer
- 1186. Maximilien Eugène d'Autriche (1895-1942), archiduc d'Autriche, fils de l'archiduc Otto François.
- 1187. François Charles Salvator de Habsbourg-Toscane (1893-1918), archiduc d'Autriche, fils de l'archiduc François Salvator (no 1071).
- 1188. Hubert-Salvator de Habsbourg-Toscane (1894-1971), archiduc d'Autriche, fils de l'archiduc François Salvator (no 1071).
- 1189. Léon-Charles de Habsbourg-Lorraine (1893-1939), archiduc d'Autriche, fils de l'archiduc Charles-Étienne (no 1045).
- 1190. Guillaume de Habsbourg-Lorraine (1895-1954), archiduc d'Autriche, fils de l'archiduc Charles-Étienne (no 1045).
- 1191. Joseph-François de Habsbourg (1895-1948), archiduc d'Autriche, fils de l'archiduc Joseph-Auguste (no 1096).
- 1192. August Zichy von Zich und Vásonkeö (1852-1925), comte Zichy.
- 1193. Johann II (1860-1938), 9e prince de Schwarzenberg, fils du prince Johann Adolf II de Schwarzenberg (de) (no 933).
- 1194. Ferdinand Kinský (1886-1916), comte Kinský de Wchinitz et Tettau, frère du prince Karl Kinský (1858-1919) (en) (no 1159).

### Chevaliers nommés en 1916 par François-JosephIer
- 1195. Albert de Teschen (1897-1955), archiduc d'Autriche, fils de l'archiduc Frédéric (no 1034).
- 1196. Rénier Charles de Habsbourg (1895-1930), archiduc d'Autriche, fils de l'archiduc Léopold Salvator (no 1044).
- 1197. Léopold de Habsbourg (1897-1958), archiduc d'Autriche, fils de l'archiduc Léopold Salvator (no 1044).

## Sous CharlesIer, empereur d'Autriche
Charles Ier (1887-1922), empereur d'Autriche (de 1916 à 1918), 15e chef et souverain de la maison de Habsbourg-Lorraine.

### Chevaliers nommés en 1916 par CharlesIer
- 1198. Otto de Habsbourg-Lorraine (1912-2011), archiduc d'Autriche, prince héréditaire, prétendant au trône impérial autrichien et hongrois.
- 1199. Aurèle Dessewffy (1846-1928), comte Dessewffy von Csernek und Tarkeö.
- 1200. Samuel Josika (1848-1923), baron Josika.
- 1201. Julius Andrássy le Jeune (1860-1920), comte Andrássy.
- 1202. Ladislas Batthyány-Strattmann (1870-1931), 7e prince de Batthyany-Strattmann.

### Chevaliers nommés en 1917 par CharlesIer
- 1203. Philippe II Albert de Wurtemberg (1893-1975), duc de Wurtemberg, chef de la maison de Wurtemberg.
- 1204. François Ier (1853-1938), prince de Liechtenstein (1929-1938).
- 1205. Jean Népomucène Wilczek (1837-1922), comte Wilczek.
- 1206. Conrad de Hohenlohe-Waldenbourg-Schillingsfürst (1863-1918), prince de Hohenlohe-Schillingsfurst, fils du prince Constantin (no 1011).
- 1207. Frédéric-Charles de Schönborn-Buchheim (1869-1932), comte Schönborn-Buchheim (voir maison de Schönborn).
- 1208. Gottfried von Hohenlohe-Schillingsfürst (1867-1932), prince de Hohenlohe-Schillingsfurst, frère du prince Conrad (no 1206).
- 1209. Ottokar Czernin (1872-1932), comte Czernin de Chudenitz.

### Chevaliers nommés en 1918 par CharlesIer
- 1210. Nicolas Maurice Esterházy (« Miklós Móric ») (1855-1925), comte Esterházy, fils du comte Maurice (« Móric ») (no 1047).
- 1211. Zdenko Vincent Lobkowicz (1858-1933), prince Lobkowicz, frère du prince Ferdinand (no 1184).
- 1212. Heinrich von Clam-Martinic (1863-1932), comte Clam-Martinic (de).
- 1213. Charles Kuefstein (1838-1925), comte Kuefstein.
- 1214. Joseph Hunyady (1873-1942), comte Hunyady.
- 1215. Stephan Burián von Rajecz (1852-1922), comte Burian de Rajecz.

### Chevaliers nommés en 1919 par CharlesIer
- 1216. Georges Wallis (1856-1928), comte Wallis (de).
- 1217. Nikolaus Revertera-Salandra (de) (1866-1951), comte Revertera von Salandra (de).

### Chevaliers nommés en 1920 par CharlesIer
- 1218. Jean de Schönburg (1864-1937), prince de Schönburg-Hartenstein (de) (voir Maison de Schönburg, frère du prince Aloïs (no 1148).
- 1219. Karl Emil von Fürstenberg(1867-1945), prince de Fürstenberg.

### Chevaliers nommés en 1921 par CharlesIer
- 1220. Jean de Liechtenstein (1873-1959), prince de Liechtenstein, frère d'Aloïs de Liechtenstein (1869-1955).
- 1221. Albert Apponyi (1846-1933), comte Apponyi de Nagy-Appony, petit-neveu du comte Anton (no 930).
- 1222. Alexandre Esterházy (« Sandór ») (1868-1925), comte Esterházy de Galántha, neveu du comte Maurice (« Móric ») (no 1047).

## SousOtto de Habsbourg-Lorraine
Otto de Habsbourg-Lorraine (1912-2011) (no 1198), 16e chef et souverain de la maison de Habsbourg-Lorraine.

### Chevaliers nommés en 1932 par l'archiduc Otto de Habsbourg-Lorraine
- 1223. Robert d'Autriche-Este (1915-1996), archiduc d'Autriche-Este, fils de l'empereur Modèle:SOuverain2, premier chevalier nommé par Otto de Habsbourg-Lorraine.
- 1224. Gottfried de Habsbourg-Toscane (1902-1984), archiduc d'Autriche, puis prétendant aux trônes de Toscane et de Lucques (1948-1984), fils de l'archiduc Pierre-Ferdinand (no 1111), chef de la maison grand-ducale de Toscane (Habsbourg-Lorraine-Toscane (de)).
- 1225. Maximilien de Hohenberg (1902-1962), duc de Hohenberg.
- 1226. Erwein de Gudenus(1869-1953), baron de Gudenus.
- 1227. Henri de Degenfeld(1890-1978), comte Degenfeld (de)-Schonburg.
- 1228. Joseph Károlyi (1884-1934), comte Károlyi de Nagykárolyi, demi-frère de Mihály Károlyi.
- 1229. Joseph Cziraki (1883-1960), comte Cziraki de Czirak et Dénesfalva (en allemand : Czirakyvon Czirak und Dénesfalva).

### Chevaliers nommés en 1934 par l'archiduc Otto de Habsbourg-Lorraine
- 1230. Georg de Habsbourg-Toscane (1905-1952), archiduc d'Autriche, fils de l'archiduc Pierre-Ferdinand (no 1111).
- 1231. Jean (1868-1944), comte Zichy.

### Chevaliers nommés en 1945 par l'archiduc Otto de Habsbourg-Lorraine
- 1232. Félix de Habsbourg-Lorraine (1916-2011), archiduc d'Autriche, fils de l'empereur Charles.
- 1233. Charles-Louis de Habsbourg (1918-2007), archiduc d'Autriche, fils de l'empereur Charles Ier.
- 1234. Rodolphe Syringus de Habsbourg-Lorraine (1919-2010), archiduc d'Autriche, fils de l'empereur Charles Ier.
- 1235. Ernest de Hohenberg (1904-1954), frère du duc Maximilien (no 1225).
- 1236. Antoine Sigray (1879-1947), comte Sigray.

### Chevaliers nommés en 1946 par l'archiduc Otto de Habsbourg-Lorraine
- 1237. Georges Pallavicini (1881-1946), margrave Pallavicini.
- 1238. Léopold de Künigl (1880-?), comte Künigl (de).

### Chevaliers nommés en 1948 par l'archiduc Otto de Habsbourg-Lorraine
- 1239. Édouard de Bragance (1907-1976), duc de Bragance, prétendant au trône de Portugal, fils de Miguel de Bragance, chef de la maison royale de Portugal.
- 1240. François-Joseph II (1906-1989), prince souverain de Liechtenstein.
- 1241. Théodore Salvator de Habsbourg-Toscane (1899-1978), archiduc d'Autriche, fils de l'archiduc François-Salvator (no 1071).
- 1242. Ferdinand de Colloredo(1878-1967), comte Colloredo (de)-Mannsfeld, petit-fils du prince Joseph (no 1036).

### Chevaliers nommés en 1949 par l'archiduc Otto de Habsbourg-Lorraine
- 1243. François von der Vorst-Gudenau-Mirbach (1878-1952), baron von der Vorst-Gudenau-Mirbach.

### Chevaliers nommés en 1950 par l'archiduc Otto de Habsbourg-Lorraine
- 1244. Frédéric Christian de Saxe (1893-1968), margrave de Misnie, prétendant au trône de Saxe, chef de la maison de Wettin.
- 1245. Frédéric de Hohenzollern-Sigmaringen (1891-1965), prince de Hohenzollern-Sigmaringen.
- 1246. Georg von Waldburg-Zeil de Waldbourg (1878-1955), comte de Waldburg-Zeil-Hohenems (de).
- 1247. Bernard de Stolberg (1881-1952), comte de Stolberg-Stolberg (voir Maison de Stolberg).
- 1248. Alphonse Pallavicini (1883-1958), margrave Pallavicini.
- 1249. Rodolphe van der Straten-Ponthoz (1877-1961), comte van der Straten-Ponthoz.

### Chevaliers nommés en 1951 par l'archiduc Otto de Habsbourg-Lorraine
- 1250. Ferdinand Charles de Habsbourg (1918-2004), archiduc d'Autriche, neveu de l'empereur Charles Ier (fils aîné de l'archiduc Maximilien Eugène d'Autriche).
- 1251. Heinrich Karl de Liechtenstein (1916-1991), prince de Liechtenstein, gendre de l'empereur Charles Ier.
- 1252. Joseph III (1900-1979), prince de Schwarzenberg, neveu du prince Johann II (no 1193).
- 1253. Erich von Waldburg-Zeil (de) (1899-1953), prince de Waldbourg-Zeil et Trauchbourg.
- 1254. José de Saldanha da Gama (1893-1958).
- 1255. Gabriel Apor (1889-1969), baron Apor de Al-Torja.

### Chevaliers nommés en 1953 par l'archiduc Otto de Habsbourg-Lorraine
- 1256. Albert de Wittelsbach, prince héréditaire, puis « duc de Bavière », chef de la maison de Bavière (Wittelsbach).
- 1257. Ladislas Batthyany (1904-1966), 8e prince von Batthyany-Strattmann, fils du prince Ladislas (no 1202).
- 1258. Edouard d'Auersperg (1863-1956), prince Auersperg, frère du prince François-Joseph (no 1158).
- 1259. Charles de Trauttmansdorff (1897-1970), comte de Trauttmansdorff (de)-Weinsberg, fils du comte Ferdinand (no 1055).
- 1260. Charles Czernin (1886-1978), comte Czernin de Chudenitz.
- 1261. János Esterházy (1900-1967), comte Esterházy de Galántha, fils du comte Sándor (no 1222).
- 1262. Philippe de Gudenus (1905-1990), comte de Gudenus, petit-neveu du comte Léopold (no 1179).

### Chevaliers nommés en 1954 par l'archiduc Otto de Habsbourg-Lorraine
- 1263. Eugène II (1893-1960), 11e prince de Ligne, fils du prince Ernest (no 1170).
- 1264. François Joseph Forni (1904-1992), comte Forni.
- 1265. Charles Terlinden (1878-1972), vicomte Terlinden.

### Chevaliers nommés en 1955 par l'archiduc Otto de Habsbourg-Lorraine
- 1266. Heinrich d'Autriche (1925-2014), archiduc d'Autriche, neveu de l'empereur Charles Ier (fils cadet de l'archiduc Maximilien Eugène d'Autriche).
- 1267. Thierry de Limburg-Stirum (1904 - 13 décembre 1968), comte de Limburg Stirum.
- 1268. Gaston Christyn de Ribaucourt (1882-1961), comte de Ribaucourt.

### Chevaliers nommés en 1957 par l'archiduc Otto de Habsbourg-Lorraine
- 1269. Rodolphe Hoyos-Sprinzenstein (1884-1972), comte Hoyos-Sprinzenstein (voir Maison Hoyos et Schloss Sprinzenstein (de)).
- 1270. Peter Revertera-Salandra (de) (1893-1966), comte Revertera von Salandra (de).
- 1271. François-Philippe de Méran (1891-1983), comte de Meran, fils de Johann, comte de Meran (no 1165).

### Chevaliers nommés en 1958 par l'archiduc Otto de Habsbourg-Lorraine
- 1272. Frédéric Salvator de Habsbourg (1927-1999), archiduc d'Autriche, fils de l'archiduc Hubert-Salvator de Habsbourg-Toscane (no 1188).
- 1273. François Salvator de Habsbourg (né en 1927), archiduc d'Autriche, fils de l'archiduc Théodore Salvator (no 1241).

### Chevaliers nommés en 1960 par l'archiduc Otto de Habsbourg-Lorraine
- 1274. Joseph-Arpad de Habsbourg-Hongrie (1933-2017), archiduc d'Autriche, fils de l'archiduc Joseph-François (no 1191).
- 1275. François de Wittelsbach (1933), « duc de Bavière », prince héréditaire de Bavière, chef de la maison de Bavière (Wittelsbach)
- 1276. Louis de Wittelsbach (1913-2008), prince de Bavière.
- 1277. Charles de Löwenstein-Wertheim (1904-1990), prince de Löwenstein-Wertheim-Rosenberg, petit-fils du prince Charles (no 1067).
- 1278. Karl VI (1911-1986), prince de Schwarzenberg, petit-fils du prince Karl IV (no 1161).
- 1279. Jean-Antoine de Goëss(1892-1970), comte de Goëss (de).
- 1280. Adelbert Hadik « Béla » (1905-1971), comte Hadik de Futak.
- 1281. Jean Larisch (1917-1997), comte Larisch von Moennich.

### Chevaliers nommés en 1961 par l'archiduc Otto de Habsbourg-Lorraine
- 1282. Charles de Habsbourg-Lorraine (né en 1961), fils aîné de Otto de Habsbourg-Lorraine (no 1198), grand maître de l'ordre depuis 2000.

## Sous l'archiducCharles de Habsbourg-Lorraine
- 1282. Charles de Habsbourg-Lorraine (né en 1961), archiduc d'Autriche, 16e chef et souverain de la maison de Habsbourg-Lorraine (investi le 30 novembre 2000).

### Membres actuels (au 12 novembre 2023)
- 1282. Charles de Habsbourg-Lorraine (né en 1961), grand maître.
- 1262. François de Wittelsbach (né en 1933), « duc de Bavière », prince héréditaire de Bavière, chef de la maison de Bavière (Wittelsbach).
- 1274. Albert II (né en 1934), roi des Belges.
- 1277. André Salvator de Habsbourg (né en 1936), archiduc d'Autriche, fils de l'archiduc Hubert-Salvator de Habsbourg-Toscane (no 1188).
- 1278. Charles Salvator de Habsbourg (né en 1936), archiduc d'Autriche, fils de l'archiduc Théodore Salvator (no 1241).
- 1290. Lorenz d'Autriche-Este, archiduc d'Autriche-Este (né en 1955).
- 1296. Michel Koloman de Habsbourg (né en 1942), archiduc d'Autriche.
- 1297. Michel Salvator de Habsbourg (né en 1949), archiduc d'Autriche, fils de l'archiduc Hubert-Salvator de Habsbourg-Toscane (no 1188).
- 1300. Hans-Adam II (né en 1945), 15e prince de Liechtenstein
- 1302. Duarte de Bragança (né en 1945), duc de Bragance, chef de la maison royale de Portugal (Bragance).
- 1306. Georges de Habsbourg-Lorraine (né en 1964), archiduc d'Autriche.
- 1308. Charles Christian d'Autriche (né en 1954), archiduc d'Autriche.
- 1314. Alois Konstantin zu Löwenstein-Wertheim-Rosenberg (de) (né en 1941), 9e prince de Löwenstein-Wertheim-Rosenberg, fils du prince Karl (no 1277).
- Vincent de Liechtenstein (né en 1950), fils de Henri de Liechtenstein (no 1251) (voir : Maison de Liechtenstein).
- 1318. Mariano Hugo de Windisch-Graetz (né en 1955), prince de Windisch Graetz
- Joseph de Habsbourg, archiduc d'Autriche (né en 1960)
- Godefroi Czernin, comte Czernin de Chudenitz
- 1320. Jean-Frédéric de Solemacher (né en 1945), baron de Solemacher-Antweiler.
- 1326. Kubrat Sakskoburggotski (né en 1965), prince de Panagyurichté (fils du roi Siméon II de Bulgarie), en 2002.

### Officiers de l'ordre (au 30 novembre 2000)
- Christoph Schönborn, comte de Schönborn (né en 1945), cardinal et archevêque de Vienne : grand aumônier de l'ordre.
- Alexander (-), comte de Pachta-Reyhofen : greffier.
- Ernest (-), comte d'Abensperg et Traun - chancelier.
- Wulf Gordian (-), baron von Hauser : trésorier.
- François (-), comte Czernin de Chudenitz : chevalier et roi d'armes.